# Love Wrecked
Love Wrecked és una comèdia romàntica estatunidenca dirigida per Randal Kleiser i estrenada l'any 2007. Ha estat doblada al català.

## Argument
Jenny (Amanda Bynes) és una jove de 18 anys que descobreix entusiasmada que la seva estrella de rock favorita, Jason (Chris Carmack), s'allotjarà en el resort tropical en el qual ella està treballant. Per estar prop d'ell, es cola com a polissó en un exclusiu creuer, però un tempesta intempestiva fa que Jason caigui al mar. Sense pensar-ho, Jenny es llança a salvar-ho, amb el que tots dos seran arrossegats a la deriva fins a una "illa deserta". Al poc temps, Jenny s'adonarà que l'illa deserta en la qual creia estar, en realitat és una platja a pocs metres de l'hotel, però si l'hi diu a Jason, perdrà l'oportunitat d'estar prop del seu ídol.

## Repartiment
- Amanda Bynes: Jenny Taylor
- Chris Carmack: Jason Masters
- Jonathan Bennett: Ryan Howell
- Jamie Lynn Discala: Alexis Manetti
- Susan Duerden: Bree Taylor
- Fred Willard: Ben Taylor
- Jackie Long: Chase
- Joey Kern: Milo Dinsdale
- Lance Bass: Dan James
- Kathy Griffin: Belinda
- Alfonso Ribeiro: Brent Hernandez
- Connor Matheus: Otis Venable
- Suzanne Kent: Cinderella Venable

## Crítica
- "Amb el potencial per ser una intel·ligent comèdia negra, aquest confús film acaba sent un mediocre escapisme només per a les jovenetes. (...) Puntuació: ★★ (sobre 5)."[3]